# تانکارد (گروه موسیقی)
تانکارد (به انگلیسی: Tankard) یک گروه ترش متال آلمانی از فرانکفورت است که در سال ۱۹۸۲ توسط سه همکلاسی، آندریاس «جره» جرمیا (گیتار بیس)، اکسل کاتزمن (گیتار) و فرانک ثوروارث (خواننده) تأسیس شد. تانکارد در کنار کریتور، دستراکشن و سادام، اغلب به عنوان یکی از «چهار بزرگ» ترش متال توتونیک شناخته می‌شود. از نظر سبک موسیقی، تانکارد برخلاف «چهار بزرگ توتونیک» (کریتور، دستراکشن و سادام) که همگی به خاطر پرداختن به موضوعاتی مانند مرگ، سیاست، خشونت و ضدفاشیسم شناخته می‌شوند، پیوسته ترش متال نواخته است که از نظر موضوعی عمدتاً بر تقدیس الکل تمرکز دارد.

## اعضای گروه

اجرای زندۀ تانکارد در سال ۲۰۱۸
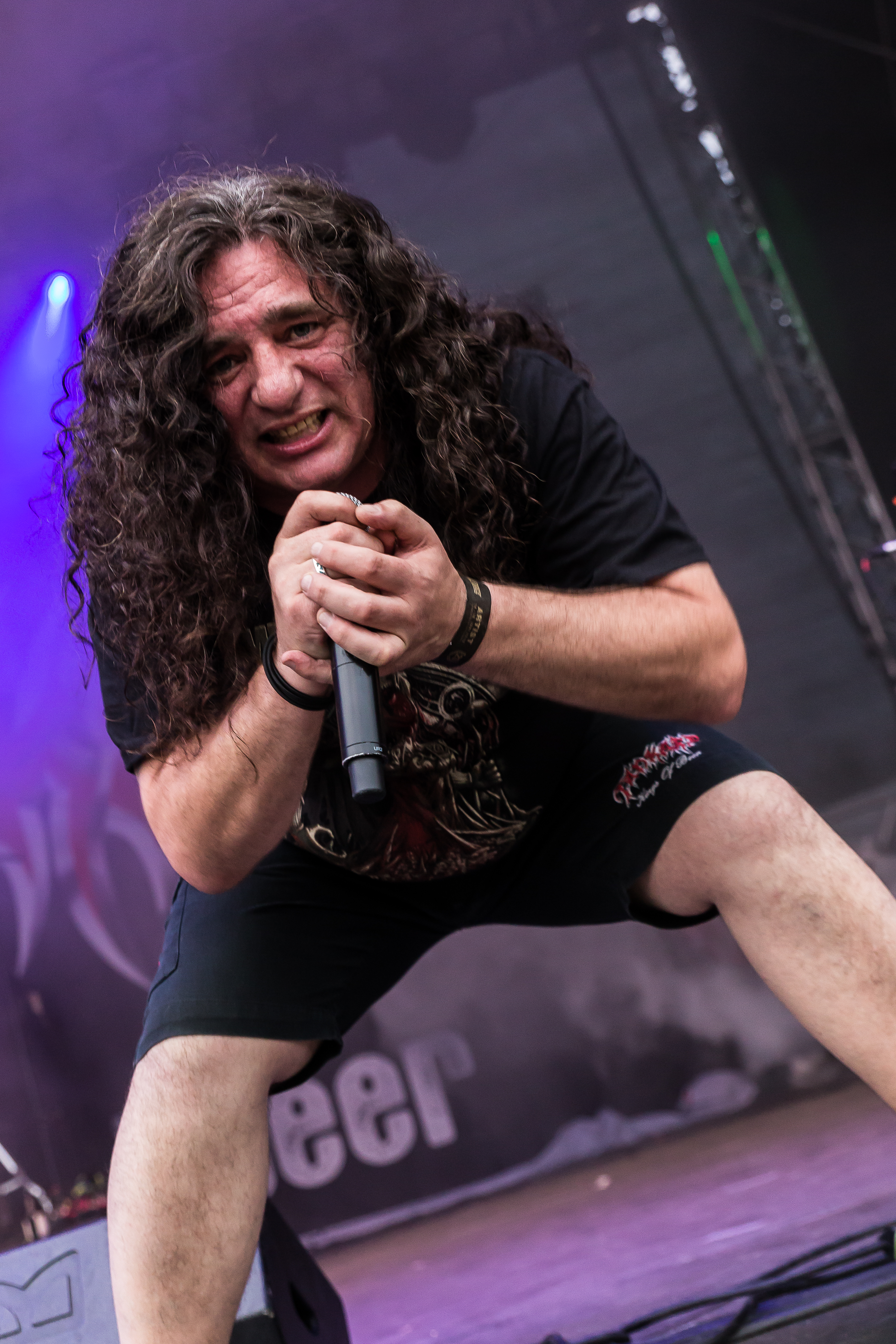
آندریاس جرمیا
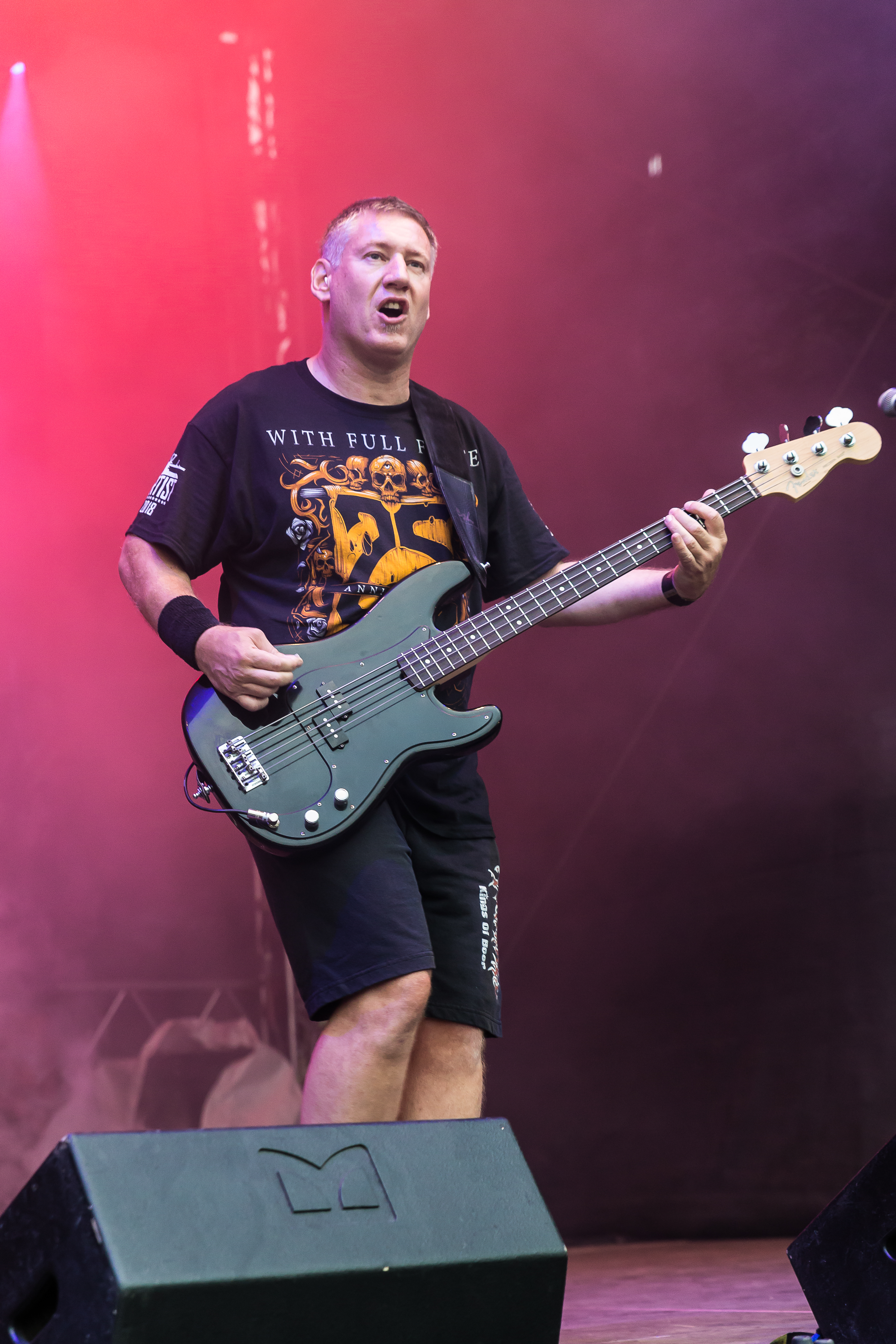
فرانک ثوروارث
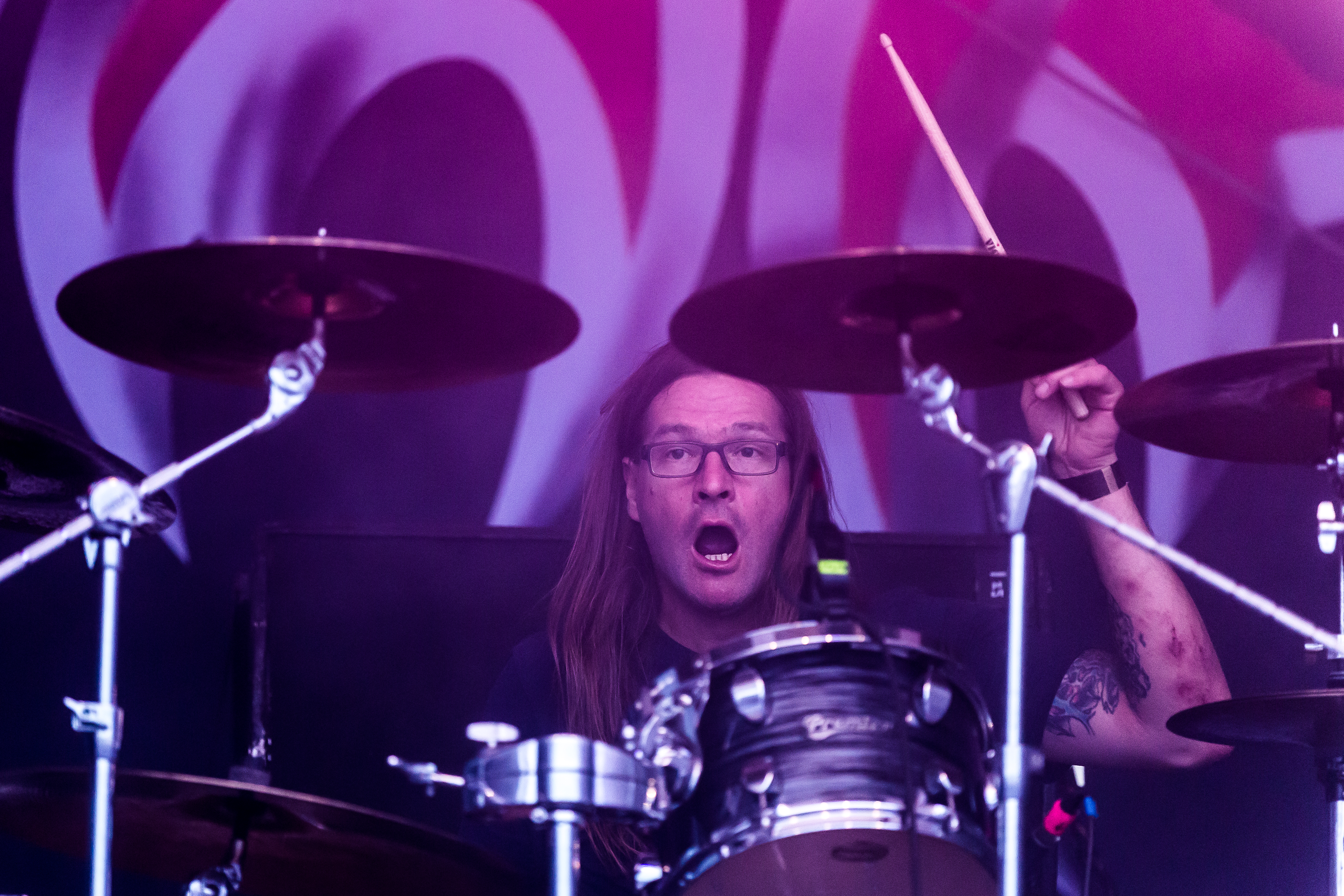
اولاف زیسل
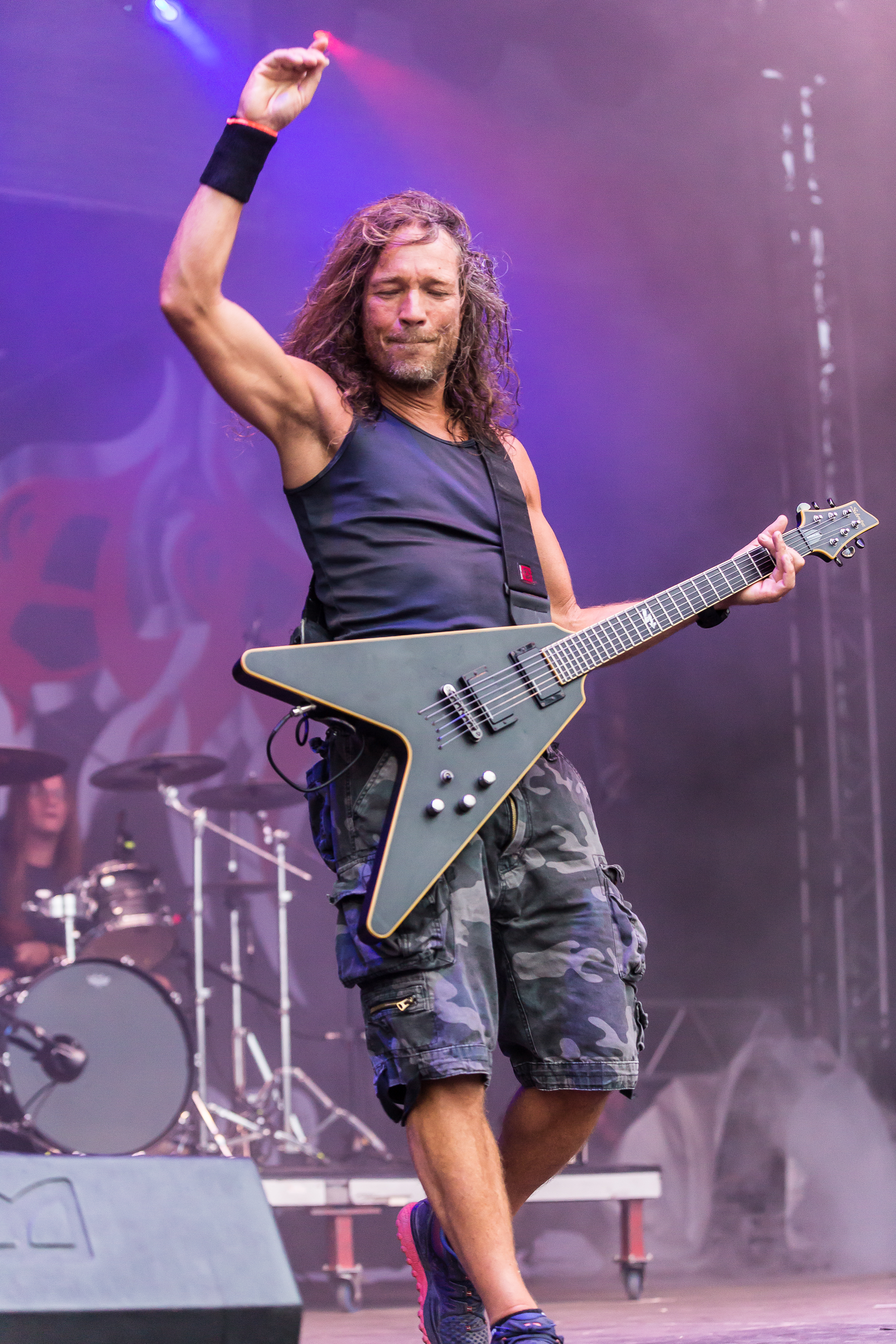
آندریاس گوتجار

### اعضای کنونی
- آندریاس «جره» جرمیا – خواننده (۱۹۸۲–اکنون)
- فرانک ثوروارث - گیتار بیس (۱۹۸۲–اکنون)
- آندریاس گوتجار – گیتار (۱۹۹۹–اکنون)
- گرد لوکینگ – درامز (۲۰۲۴–اکنون)

### اعضای پیشین
- الیور ورنر - درامز (۱۹۸۹–۱۹۸۲)
- اکسل کاتزمن – گیتار (۱۹۹۵–۱۹۸۲)
- اندی بولگاروپولوس – گیتار (۱۹۸۹–۱۹۹۳)
- برنهارد راپریچ – گیتار (۱۹۸۳–۱۹۸۲)
- آرنولف تون – درامز (۱۹۹۴–۱۹۸۹)
- اولاف زیسل – درامز (۲۰۲۴–۱۹۹۴)

## ترانه‌شناسی

### آلبوم‌های استودیویی
| تاریخ انتشار | عنوان              | ناشر                 |
| ۱۹۸۶         | حمله زامبی‌ها       | نویز رکوردز          |
| ۱۹۸۷         | تهاجم شیمیایی      | نویز رکوردز          |
| ۱۹۸۸         | صبح روز بعد        | نویز رکوردز          |
| ۱۹۹۰         | معنای زندگی        | نویز رکوردز          |
| ۱۹۹۲         | سنگ سرد هوشیار     | نویز رکوردز          |
| ۱۹۹۴         | دو رو              | نویز رکوردز          |
| ۱۹۹۵         | د تانکارد          | نویز رکوردز          |
| ۱۹۹۸         | دیسکو نابودگر      | سنچری مدیا           |
| ۲۰۰۰         | پادشاهان آبجو      | سنچری مدیا           |
| ۲۰۰۲         | B-Day              | ای‌اف‌ام رکوردز        |
| ۲۰۰۴         | هیولای بوربون      | ای‌اف‌ام رکوردز        |
| ۲۰۰۶         | زیبا و آبجو        | ای‌اف‌ام رکوردز        |
| ۲۰۰۸         | عطش                | ای‌اف‌ام رکوردز        |
| ۲۰۱۰         | Vol(l)ume 14       | ای‌اف‌ام رکوردز        |
| ۲۰۱۲         | دختری به نام سروزا | نوکلیر بلست          |
| ۲۰۱۴         | R.I.B.‎             | نوکلیر بلست          |
| ۲۰۱۷         | یک پا در گور       | نوکلیر بلست          |
| ۲۰۲۲         | داگ‌های پاولوف      | Reaper Entertainment |